# Бхайраб-Базар (город)
Бхайраб-Базар (бенг. ভৈরব, англ. Bhairab) — город и муниципалитет на востоке Бангладеш, административный центр одноимённого подокруга. Расположен на берегах реки Мегхна. Муниципалитет был основан в 1958 году. Площадь города равна 15,31 км². По данным переписи 2001 года, в городе проживало 91 913 человек, из которых мужчины составляли 51,92 %, женщины — соответственно 48,08 %. Уровень грамотности населения составлял 39,7 % (при среднем по Бангладеш показателе 43,1 %).